# 북구 을 (2024년 부산 선거구)
북구 을은 대한민국의 국회의원 선거구이다. 부산광역시 북구의 일부 지역을 관할한다.현 지역구 국회의원은 국민의힘의 박성훈이다.

## 역사
대한민국 제22대 국회의원 선거를 앞두고 선거구 개편이 이루어짐에 따라 북구 지역의 일부를 관할하는 선거구로 신설되었다.

## 관할 구역
| 대수  | 관할 구역                                               |
| ----- | ------------------------------------------------------- |
| 22대~ | 북구 금곡동, 화명제1동, 화명제2동, 화명제3동, 만덕제1동 |

## 역대 국회의원
| 선거   | 정당 | 정당     | 의원   |
| ------ | ---- | -------- | ------ |
| 2024년 |      | 국민의힘 | 박성훈 |

## 역대 선거 결과

### 대한민국 제22대 국회의원 선거
|  | 52.56% |

|  | 47.43% |